# Westby (Wisconsin)
Westby és una població dels Estats Units a l'estat de Wisconsin. Segons el cens del 2000 tenia 2.045 habitants.

## Demografia
Segons el cens del 2000, Westby tenia 2.045 habitants, 840 habitatges, i 554 famílies. La densitat de població era de 324,9 habitants per km².
Dels 840 habitatges en un 31,4% hi vivien nens de menys de 18 anys, en un 54,4% hi vivien parelles casades, en un 8,5% dones solteres, i en un 34% no eren unitats familiars. En el 30,5% dels habitatges hi vivien persones soles el 16,1% de les quals corresponia a persones de 65 anys o més que vivien soles. El nombre mitjà de persones vivint en cada habitatge era de 2,34 i el nombre mitjà de persones que vivien en cada família era de 2,92.
Per edats la població es repartia de la següent manera: un 25% tenia menys de 18 anys, un 6,4% entre 18 i 24, un 27,7% entre 25 i 44, un 19% de 45 a 60 i un 21,9% 65 anys o més.
L'edat mediana era de 39 anys. Per cada 100 dones de 18 o més anys hi havia 81,4 homes.
La renda mediana per habitatge era de 32.340 $ i la renda mediana per família de 41.000 $. Els homes tenien una renda mediana de 29.274 $ mentre que les dones 21.429 $. La renda per capita de la població era de 16.839 $. Aproximadament el 4,9% de les famílies i el 7,5% de la població estaven per davall del llindar de pobresa.

## Poblacions més properes
El següent diagrama mostra les poblacions més properes.